# Rømlingsletta
Die Rømlingsletta (norwegisch für Flüchtlingsebene) ist eine rund 60 km² große und vereiste Ebene im ostantarktischen Königin-Maud-Land. In der Sverdrupfjella liegt sie nördlich des Isingen.
Erste Luftaufnahmen entstanden bei der Deutschen Antarktischen Expedition 1938/39 unter der Leitung Alfred Ritschers. Norwegische Kartographen, die auch die Benennung vornahmen, kartierten sie anhand von Vermessungen und Luftaufnahmen der Norwegisch-Britisch-Schwedischen Antarktisexpedition (1949–1952) und Luftaufnahmen der Dritten Norwegischen Antarktisexpedition (1956–1960) aus den Jahren von 1958 bis 1959.